# Tosca (zespół muzyczny)
Tosca – austriacki zespół muzyczny, założony w 1994 roku w Wiedniu przez Richarda Dorfmeistera i Ruperta Hubera, grający muzykę elektroniczną z pogranicza takich gatunków jak trip hop, downtempo, ambient dub.

## Historia

### Kruder & Dorfmeister
Richard Dorfmeister był członkiem i producentem triphopowego duetu Kruder & Dorfmeister), producentem był również jego partner Rupert Huber. Duet Kruder & Dorfmeister wyprodukował w 1996 roku znaczące didżejskie albumy: Conversions: A K&D Selection (dla wytwórni Spray Records) oraz DJ-Kicks: Kruder & Dorfmeister (dla Studio !K7). Uznanie na arenie międzynarodowej przyniosła im kompilacja The K&D Sessions wydana w 1998 roku pod szyldem Studio !K7. Nagrania zawarte na tym albumie, oparte na ciężkim basie, lekko jazzujące, nie stroniące od bossa novy i walca, oznaczały podniesienie sztuki remiksu do rangi gatunku.

### Tosca
Muzyczna współpraca Dorfmeistera z Rupertem Huberem stworzyła niepowtarzalny styl. Huber, muzyk mający wykształcenie klasyczne, przejął rytmiczny, klubowy styl Dorfmeistera włączając je w swoje różnorodne, orkiestrowe brzmienia. Pierwszym wspólnym wydawnictwem obu muzyków pod szyldem Toski była EP-ka „Favourite Chocolade”, wydana 21 lutego 1995 roku przez ich własną wytwórnię G-Stone Recordings. Zawierała 5 nagrań utrzymanych w stylu illbient/breakbeat/downtempo.
Natomiast pierwszym ich wydawnictwem długogrającym był album studyjny Opera. Ukazał się on na rynku 21 lipca 1997 roku w Austrii i Niemczech nakładem wytwórni G-Stone Recordings i Studio !K7 (jako CD) oraz we Francji pod szyldem wytwórni Chrysalis (jako LP); w tym samym roku, 16 października, ukazał się album Fuck Dub, zawierający didżejskie remiksy utworów innych wykonawców, takich jak: Rodney Hunter, Shantel, Baby Mammoth, Fila Brazillia, Michael Reinboth, Fauna Flash, Christian Prommer i innych.
Kolejny album, Suzuki, był przypuszczalnie najlepsza ekspozycją eksperymentów Toski z takimi gatunkami jak funk, hip-hop i dub. Majestatyczne utwory jak zmysłowy i powolny „Suzuki”, sprawnie łączący wokalne i perkusję, elektroniczną bossa novę „Honey”, stonowany, utrzymany w dubowym rytmie „John Tomes” stanowiły wyrafinowaną formę muzycznej hipnozy. Natomiast agresywny, utrzymany w rytmie funk „Ananas”, „Orozco”, nawiązujący do muzyki techno z domieszką jazzowo-funkową w wykonaniu instrumentów klawiszowych, utrzymany w stylu drum and bass „Busenfreund” czy zmienny, nawiązujący do karaibskich rytmów „The Key” to utwory z gatunku tanecznych. Wydany po nim album Suzuki In Dub był dźwiękową, remiksową edycją oryginalnego Suzuki, który się klasyczną pozycją w ich dorobku. Remiks stanowił zarówno jego przypomnienie jak twórczą kontynuację. Magazyn CMJ określił go jako „spójny i gładki, który inni będą musieli brać jako punkt odniesienia, gdy będą zbliżać się do tego gatunku”.
Na podwójny album Dehli9 składały się w rzeczywistości dwa różne albumy, zapakowane jako jeden. Pierwszy z nich oferował dotychczasową muzykę: eleganckie, jazzujące i kojące downtempo bez nowych elementów, jeśli nie liczyć utworów „La Vendeuse de Chaussures de Femme” i „Mango di Bango”, chociaż i one nie były zbyt rewolucyjne. Drugi album natomiast Huber poświęcił kompozycjom fortepianowym z gatunku ambient, choć nie jest on akurat Brianem Eno.

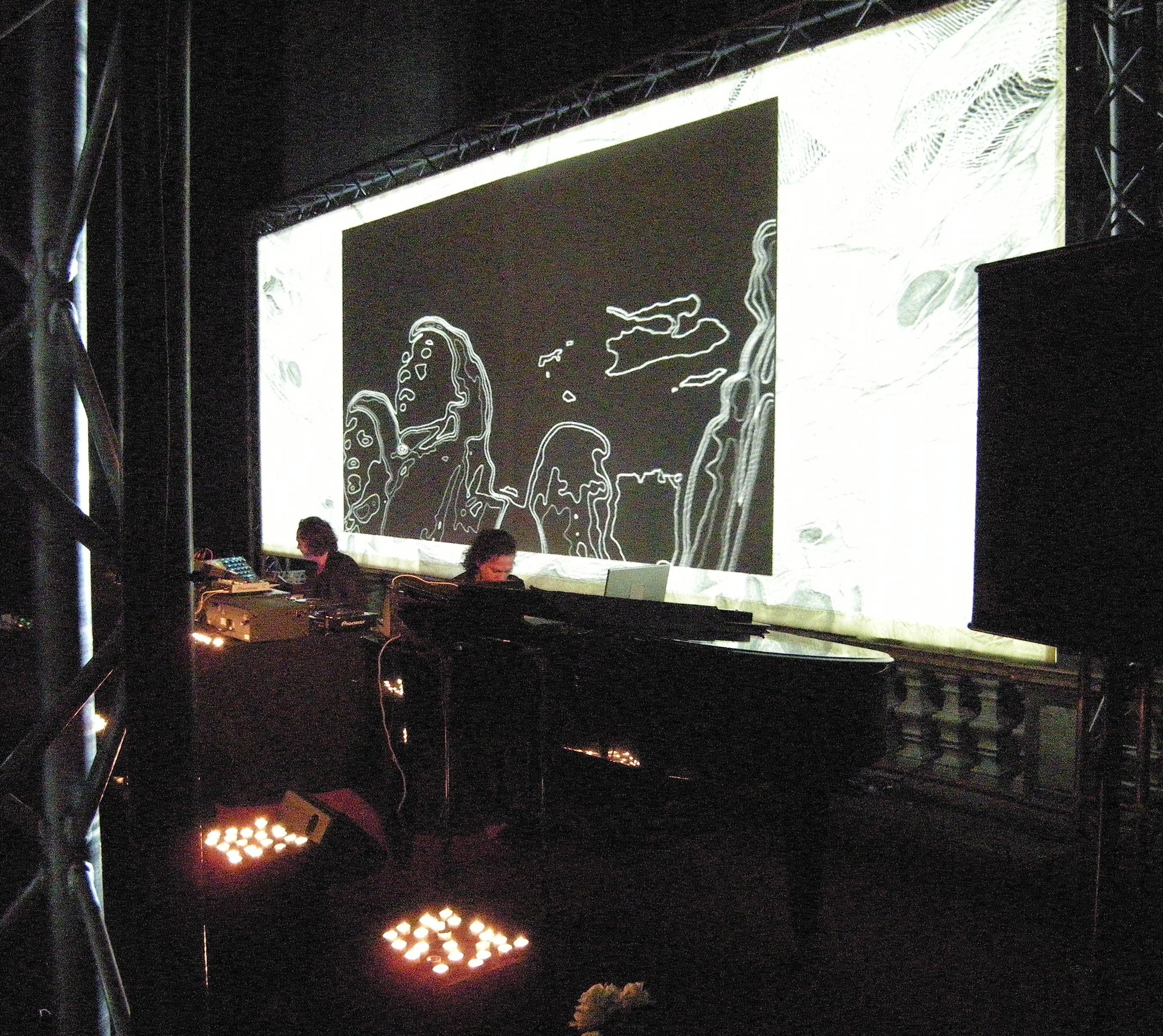
Zespół Tosca wykonujący muzykę z albumu No Hassle na żywo w kościele Minorytów w Wiedniu (24 i 25 kwietnia 2009)

Na odznaczającym się elegancją albumie J.A.C. muzycy przenieśli zasady muzyki klasycznej na grunt trip hopu starając się nadać takim utworom jak „Rondo Acapricio”, „John Lee Huber”, „Pyjama” i „Naschkatze” wrażenie jakby wyszły one  spod ręki Händla lub Mozarta, gdyby ci żyli w XXI wieku. W nagraniach „Heidi Bruehl” i „Superrob” wystąpiły gościnnie wokalistki Chris Eckman i Earl Zinger.
Album No Hassle był dwupłytowym wydawnictwem, którego jedna płyta zawierała materiał nagrany na żywo, na festiwalu Ars Electronica. Albumie studyjny stanowił kontynuację dotychczasowych doświadczeń zespołu przynosząc znana muzykę, doskonałą od strony brzmieniowej, zawierającą w poszczególnych utworach nawiązania do klasyki IDM i trip hopu lat 90. lub jazz fusion z przełomu lat 70. i 80..   
Wydany w 2013 roku Odeon był pierwszym albumem zespołu nagranym dla wytwórni! K7. Pojawił się na nim ponownie wokal. Wydany rok później Outta Here odznaczał się wyjątkową rozpiętością gatunkową. Zespół nadał swojemu tradycyjnemu downtempo w większym stopniu odcień neo-disco XXI wieku.
Ostatni jak dotąd album, Shopsca: The Outta Here Versions, wydany w czerwcu 2015 roku, stanowił alternatywną interpretację materiału studyjnego zawartego na Outta Here. Richard Dorfmeister i Rupert Hubert zaprosili do współpracy takich muzyków jak FaltyDL, Headman, Mato i Stefan Obermaier, którzy przedstawili własne, remiksowe wersje poszczególnych utworów. Album Shopsca ukazał się jednocześnie w 3 wersjach: jako CD, podwójna EP i pliki FLAC do pobrania.

## Dyskografia

### Albumy
- 1997 – Opera[11]
- 1997– Fuck Dub
- 2000 – Suzuki
- 2000 – Suzuki In Dub
- 2002 – Different Tastes of Honey
- 2003 – Dehli9
- 2005 – J.A.C.
- 2006 – Souvenirs
- 2009 – No Hassle
- 2010 – Pony No Hassle Versions
- 2013 – Odeon
- 2013– Tlapa: The Odeon Remixes
- 2014 – Outta Here
- 2015 – Shopsca: The Outta Here Versions
- rok nieznany – Tosca: Bonus Mix

### Single i EP-ki
- 1995 – „Favourite Chocolate”[12]
- 1996 – „Fuck Dub”
- 1997 – „Buona Sarah”
- 1999 – „The Chocolate Elvis Dubs”
- 1999 – „Suzuki EP”
- 1999 – „Chicken Chiefly” (Baby Mammoth)/„Chocolate Elvis” (Tosca)
- 2003 – „Wonderful”
- 2003 – „Gute Laune”
- 2005 – „Damentag”
- 2005 – „Heidi Bruehl”
- 2006 – „Souvenirs EP”
- 2009 – „Joe Si Ha”